# Falstaff (film)
Falstaff (Chimes at Midnight) è un film del 1965 scritto, diretto e interpretato da Orson Welles tratto da Enrico IV, Enrico V, Le allegre comari di Windsor e Riccardo II di William Shakespeare.
Ha vinto il Premio del ventesimo anniversario e il Grand Prix tecnico al 19º Festival di Cannes.

## Trama

Keith Baxter e Orson Welles in una scena del film

L'azione si svolge in Inghilterra durante il regno di Enrico IV, prima metà del XV secolo. Il trono del re è minacciato dal conte di Northumberland, da suo figlio Henry Percy, detto "Hotspur" (sprone ardente), dal conte di Worcester e da altri nobili che sostengono il legittimo erede alla corona.
Il principe Hal, invece di condividere le preoccupazioni del padre Enrico IV, è dedito a una spensierata vita di baldorie nelle taverne di Londra. Suo compagno e maestro di gozzoviglie è il vecchio sir John Falstaff. Assieme ai degni compagni Nym, Bardolfo e Poins, Falstaff convince Hal a partecipare a una rapina ai danni di un gruppo di pellegrini. Dopo aver derubato i malcapitati viaggiatori, Enrico e Poins, travestiti, derubano a loro volta Falstaff. Nella taverna di madama Quickly il principe si diverte a sentire le smargiassate di Falstaff, gran bugiardo e gran bevitore, poi lo sbugiarda tra le risate dell'allegra banda. Nei castelli dell'antica feudalità e nei palazzi del re si sta intanto preparando la guerra. Enrico IV rimprovera il figlio per la sua disonorevole condotta ed esalta con ammirazione il giovane e coraggioso avversario Hotspur. Hal promette di ravvedersi.
Si reclutano gli uomini per la guerra e Falstaff, assieme al vecchio amico mastro Shallow, raggruppa una scalcinata compagnia di miserabili combattenti. Durante la battaglia di Shrewsbury, Hal affronta il rivale Hotspur e dopo un nobile combattimento lo uccide. Falstaff si impossessa del cadavere e si vanta con spavalderia buffonesca di aver abbattuto il prode cavaliere. Enrico IV è vittorioso sui nobili ribelli che vengono giustiziati. Poi ammalato, si ritira nel castello di Windsor.
Falstaff tenta di ricondurre il principe sulla solita via di stravizi, ma Hal si sente ormai destinato a reggere il regno e vuole dimenticare il suo scapestrato passato. A Windsor assiste il padre morente e si pone sul capo la corona del re. Il sovrano rimprovera il figlio per quel gesto di eccessiva brama di potere, ma infine si convince che Hal potrà degnamente sostituirlo e anzi essere un monarca ben più grande di lui.
Durante l'incoronazione di Enrico V, Falstaff cerca invano di avvicinare il suo antico amico, ma il re lo scaccia intimandogli di cambiare vita e di stare lontano dalla sua persona. Qualche tempo dopo Falstaff muore, come si apprende dal racconto di Madama Quickly.

## Genesi e stile
(Orson Welles intervistato da Peter Bogdanovich)
Millantatore, vantone, adiposo, truffaldino, vorace, vitalista, furfante, educatore anti-sentimentale, Falstaff è stato un personaggio wellesiano fin dal 1939, quando al Guild Theatre di Boston il ventiquattrenne Orson rappresentò un adattamento di cinque drammi storici di Shakespeare (Five Kings). Ma solo negli anni sessanta, cioè all'avvicinarsi e poi allo scoccare dell'identità anagrafica con "il più grande personaggio che abbia scritto Shakespeare", Welles potrà dedicare a Falstaff Chimes at Midnight (Falstaff), prima in versione teatrale (1960) poi cinematografica: quando Welles gira il film nel 1965 ha cinquanta anni, è entrato nella decade fatale di Sir John, e comunque in quella stagione d'inverno che il film indica fin dalle prime inquadrature: neve, secchezza degli alberi, freddo, fuoco.
Davanti a una stufa bucherellata Falstaff e il giudice Shallow ricordano quante volte hanno sentito "le campane di mezzanotte". È un prologo estraniato dal racconto, ma che interagisce emotivamente con le immagini seguenti di morte e devastazione, dei titoli di testa. Armati a cavallo, fumo, forche con cadaveri appesi. Lo stacco dall'attualità all'attualità storica (la guerra civile tra Enrico IV e i feudatari ribelli) non significa rimbambimento contemplativo, anzi il grado di fascinazione del Falstaff wellesiano si misura sulla sua capacità di demistificare la storia e le sue sanguinarie esigenze di immortalità. Nella taverna di madama Quickly, Falstaff inventa una sua storia che scorre sui fiumi di malaga e di vin di Spagna. La vecchiaia diventa una stagione giocondamente creativa perché raggiunge l'immunità dell'innocenza. Se il Calvero chapliniano di Luci della ribalta si allude che alla vecchiaia sia indispensabile la verità, il protagonista di Falstaff è invece ben consapevole che la sua è l'età della finzione.
Altrettanto estranee alla vecchiaia sono le dignità e la compostezza che Calvero tenta di conservare quando suona il violino per le strade indossando un'elegante giacca da clown. Falstaff con gli abiti rattoppati, e un sorriso senza protesi smaglianti, esibisce invece un rapporto ludico con i suoi anni indecorosi e con la sua pancia oscenamente pingue. L'autenticità di Falstaff è nella spudoratezza senile-fanciullesca della finzione, nel vertiginoso illusionismo verbale, nell'iperbole senza complessi, nel trucco furfantesco e inoffensivo perché palesemente riconoscibile. Risvegliato da un bicchiere di birra che Poins e il principe Hal fanno sgocciolare sul suo viso, Falstaff-Welles inizia il gioco amplificabile all'infinito delle simulazioni, delle falsità paradossalmente gratuite e quindi non disponibili alla complicità con il potere.
Ma la sua bontà è elementare, come il pane, come il vino. Trabocca d'amore; chiede tanto poco, e alla fine, naturalmente, non ottiene nulla.
Anche se i bei vecchi tempi non sono esistiti mai, il solo fatto che riusciamo a concepirli è un'affermazione dello spirito umano. Che l'immaginazione dell'uomo sia capace di creare il mito di tempi più aperti e generosi non è un segno della nostra follia. Ogni paese ha la sua <<Merrie England>> una stagione di innocenza, un mattino del fondo fresco di rugiada. Shakespeare canta di quel <<maggio perduto>> in molti dei suoi drammi e Falstaff - quella vecchia canaglia d'un mangione - lo incarna perfettamente. Tutta la canaglieria, le spiritosaggini da taverna, le bugie e le fanfaronate sono solo un tratto marginale, solo una maniera di sposare pranzo e cena. Non sta lì, il vero Falstaff.»
(Orson Welles intervistato da Peter Bogdanovich)
La birra ha evocato la creatura, e ora Falstaff trasmette un'immediata eccitazione tra le calde pareti di legno della taverna simulando un furto perpetrato nelle sue tasche di ben quaranta sterline e di un anello di trenta. Mentre i ballatoi si gremiscono di baldracche, che madama Quickly definisce signorine che fanno cucito, Sir John scende una stretta scala interna molto adatta a esaltare la mole della sua corporatura, poi attraversa la sala della taverna e siede al centro come un re in mezzo alla sua corte. Il primo piano di Sir John Falstaff è inquadrato tra i visi insinuanti e maliziosi di Poins e del principe Hal: la "Cattiva compagnia" che ha rovinato quel "figlio di innocenza" che è Falstaff ora progetta di derubare i pellegrini nel bosco di Gadshill.
Quando all'alba Hal e Falstaff escono dalla taverna e davanti a loro biancheggiano le mura di Ávila (il film è interamente girato in Spagna) il principe getta la maschera "notturna" e recita il monologo: "Tutti vi so e vi voglio assecondare, per ora in questa vostra irrefrenabile vita di ignavie. Con questo intendo fare come il sole che concede alle nuvole sporche e maligne di sottrarre alla vista il suo splendore, per potere poi, quando meglio gli aggrada riapparire qual è…". Dietro questa professione di machiavellismo, ovviamente pronunciata in primo piano secondo una funzionalità espressiva prescelta da Welles con assoluta determinazione ("credo che farò molti primi piani. Sarà davvero un film completamente al servizio degli attori"), compare il vecchio Sir John illuso che il futuro re d'Inghilterra metterà sul trono l'immaginazione e ingannerà quella "vecchia buffona" della Legge affidando a lui il compito di impiccare i ladri.
Questa prima sequenza dedicata a Falstaff se, da una parte, è già in grado di raggiungere una totalità espositiva sul personaggio (vecchiaia-finzione-innocenza), dall'altra svela quella difficile escursione che Welles ha compiuto su cinque opere di Shakespeare (Enrico IV parte I e parte II, Enrico V, Riccardo II, Le allegre comari di Windsor) alla ricerca di un sistema drammaturgico che si organizzi attorno al magnetismo spettacolare del grande Sir John: naturalmente quel beffardo e negatore di tutti i nobili valori (coraggio, onore, saggezza senile) dell'Enrico IV, piuttosto che quello revenant nella convenzione comica dei lazzi e delle burle delle Allegre Comari. La tecnica dei puzzle e del montaggio contaminante è visibile in una dimensione "sincronica" anche all'interno delle singole sequenze. Quella sopra citata contamina almeno tre scene della prima parte dell'Enrico IV e condensa nell'unità di luogo (l'interno e l'esterno della taverna di Madama Quickly) anche il monologo del principe Hal, che Shakespeare collocava nella solitudine del suo appartamento di Londra. In Falstaff la scrittura è tutta preesistente, tutta "autentica", tutta di Shakespeare o per lo meno d'epoca, come le Chronicles of England di Raphael Holinshed che, lette dalla voce fuori campo all'inizio e alla fine del film (incoronazione di Enrico V), istruiscono sulla storia come "sequenza" di corone, di usurpazioni, di guerre. 
Welles si compiace di non aver scritto neppur una riga, di essersi abbandonato completamente al piacere della recitazione ("Quel che mi piace in Falstaff è che il progetto mi interessa come attore") e della messinscena di un'opera che somiglia a uno di quei mobili rimontati con pezzi "originali d'epoca", ma il cui risultato è inequivocabilmente "altro". Falstaff è un "falso" scespiriano e non come l'Amleto di Laurence Olivier un'opera semplicemente ridotta "per lo schermo" e per "Gertie", l'immaginaria dattilografa o commessa dai grandi magazzini a cui il film era destinato. All'Amleto di "massa", di Olivier che taglia i monologhi, riduce i personaggi, snellisce le situazioni sceniche per convincere "Gertie" a varcare finalmente le soglie dell'Old Vic e vedere l'Amleto di Shakespeare, Welles contrappone l'opera di un falsario raffinatissimo, persino più sofisticato di quel magnifico signore dei falsari internazionali che è Helmyr de Hory in F for Fake. Se Hory ricrea Modigliani e Matisse dal "nulla", Welles ricrea Shakespeare attraverso Shakespeare riproducendo con amore mimetico il teatro "sacro" che si recita tra le mura di pietra del palazzo reale (non a caso è l'interno di una chiesa gotica con tanto di raggi obliqui che attraversano le navate) e il teatro "rozzo" che si recita tra le pareti di legno e le travi in vista della taverna di Madama Quickly. E se dalla parte del "rozzo" la ruvidezza di Falstaff e della sua corte (con Margaret Rutherford come Quickly e Jeanne Moreau come Doll) è quanto di più elegante abbia prodotto Welles dopo L'orgoglio degli Amberson, dalla parte del "Sacro" la scelta di un monstrum scespiriano, di un anti-Olivier per discrezione e compostezza come John Gielgud nel ruolo di Enrico IV ha la sua preziosità raffinata nel marchio reale, con il "by appointment" incluso, che garantisce l'alta qualità delle scatole di biscotti o di tabacco inglesi.
Quando Gielgud attacca il monologo del "sonno", la macchina da presa si ferma nella rispettosa immobilità di un primo piano. Il "grande attore" di profilo guarda fuori della finestra verso "l'affumicata capanna del pitocco" e il piano-sequenza gli assicura un gioco d'ombra sul viso. Il primo piano e la camera fissa producono quello stesso effetto di isolamento emozionale che in teatro è riservato al monologo strappa-applauso del primattore e in cambio Gielgud può offrire alla filmografia wellesiana un pezzo antologico sulla solitudine e sull'insonnia dei potenti. Anche mr. Clay di Storia immortale trascorre le sue notti insonni sulla terrazza, ma poiché è un re mercante e il suo regno è grettamente economico, starà seduto in trono voltando sempre le spalle al mondo che sta fuori.
L'Enrico IV di Shakespeare è invece un re-consacrato per necessità storica e la corona e il "diritto" a portarla estendono l'amnistia morale sugli immancabili delitti delle origini: il grande Enrico IV non è più il Bolingbroke usurpatore e assassino del Riccardo II. Solo che Welles in Falstaff è più moralista di Shakespeare nell'Enrico IV e non concede alla corona il privilegio di rimuovere la memoria di Bolingbroke. All'inizio del film, mentre un movimento di gru scende lungo un torrione, le cronache fuori campo di Holinshed ci avvertono che Enrico IV è diventato re usurpando il trono del legittimo Riccardo e con questo giudizio etico doppiamente estraniato (nelle Chronicles e nella voce off) il sovrano Gielgud viene iscritto nel catalogo dei potenti wellesiani. E dal momento che per il nobile Sir John Gielgud è senz'altro più difficile allinearsi a Kane o ad Arkadin piuttosto che "rimanere" su un personaggio di Shakespeare, Welles ri-definisce eticamente la figura di Enrico IV attraverso un montaggio che assicura in modo iper-emblematico l'opposizione Falstaff-Enrico IV, ovvero la didattica della vita e la didattica del potere. Nei casi più trasparenti il montaggio alternato, che pure è rintracciabile nel linguaggio scenico dell'Enrico IV come rappresentazione parallela della Storia (il quotidiano e i grandi eventi) e come forma drammaturgica "totale" (il "Rozzo" e il "Sacro" che vi legge Peter Brook), diventa in Falstaff dialettica degli opposti sottesa da un'esigenza morale.
1. Bosco di Gadshill: Falstaff e compagni travestiti da frati ladri (cappa nera sul saio bianco) derubano i ladri.
2. Reggia di Windsor: Enrico IV biasima la condotta trasgressiva del principe Hal e ordina di rintracciarlo nelle taverne di Londra.
3. Taverna di Madama Quickly. Poins e hal provocano Falstaff al racconto dell'impresa di Gadshill. "Rozza" rappresentazione dell'incontro tra il re e il principe con Falstaff e Hal nei due ruoli alternati.
4. Reggia di Windsor. "Sacro" incontro tra Enrico IV e il principe. Sua promessa di risarcire l'onore reale uccidendo in battaglia il valoroso Hotspur. Nel recinto del "sacro", la macchina da presa di Welles non tenta di aggiungere senso alle esibizioni di Sir John Gielgud, evita le angolazioni dal basso di Quarto potere, sfuma gli effetti ridondanti in omaggio alla teatralità classica e introspettiva che l'attore inglese conferisce al peso "divino" della corona di Enrico IV.

E quando John Gielgud è in scena l'intenzione wellesiana di trattenere al massimo le performance virtuosistiche della macchina da presa ("dovrà essere un film decisamente antibarocco. Dovrà avere molti piani generali, assai formali come quelli che si possono vedere sulla scena all'altezza dell'occhio umano… e niente si deve frapporre fra la storia e il dialogo") è pienamente soddisfatta. Un campo lungo, un primo piano di profilo del re e totali in campo e controcampo per la prima sequenza dopo i titoli di testa, con Enrico IV che riceve i futuri ribelli Worcester, Northumberland e Hotspur dall'alto di un trono di pietra e con la corona illuminata da luci oblique e ben più discrete di quelle che fendevano con vezzo espressionista la sacralità marmorea della "Thatcher Memorial Library" in Quarto potere. Un breve carrello indietro tra qualche figurante armato e in bell'allineamento lungo una navata del palazzo per evidenziare una battuta dal Riccardo II ("cercatelo per tutta Londra, per le taverne soprattutto…"), lo sdegno del re verso il figlio dissoluto la cui giovinezza non regge il confronto con quella del nobile rivale Hotspur.
Per l'incontro tra il figliol prodigo ed Enrico IV nell'imminenza della guerra, ancora totali in campo e controcampo e un primo piano di Gielgud senza corona, ma accanto al trono, per connotare il padre-sovrano. L'essenzialità dello spazio filmico racchiusa nel primo piano è ancora impiegata da Welles per sottolineare un'efficace prova di Gielgud che con una nera cuffia in testa (Enrico IV è ormai malato e prossimo a morire) tende le mani verso la corona che gli sfugge come la sfera di vetro di Kane o la conchiglia di Mr. Clay.
Quando Enrico IV trasmette in forma legittima la corona al principe Hal impartendogli un'estrema lezione di strategia politica (condurre la guerra in Terra Santa per sublimare la violenza delle opposizioni), Welles unisce Gielgud e Keith Baxter in una stessa inquadratura e alterna i loro primi piani in campi e controcampi angolati in un'assoluta "normalità" orizzontale. È in questo momento di vicinanza e intimità resa credibile dall'apparente mancanza di trucco di Gielgud e di Baxter che il padre incorpora il figlio, elimina la sua "trasgressione", per rigenerarlo identico a sé stesso (sarà un altro Enrico) attraverso quello strumento di riproduzione seriale che è la corona. Il dramma di Shakespeare termina senza bagni di sangue e anzi allude ottimisticamente al buon governo e ai trionfi militari che il nuovo regno di Enrico V donerà all'Inghilterra.
Se Falstaff è come Mercuzio una creatura prediletta dall'immaginazione di Shakespeare, Enrico V è un sovrano intoccabile, un eroe nazionale, il vincitore della Francia ad Angicourt. Ma l'inconsueto e un po' celebrativo happy end dell'Enrico IV (parte seconda) è rivoltato da Welles nel suo doppio "tragico" e "moderno" in quanto non esibito fisicamente nel sangue e nelle stragi come in Macbeth: la corona richiede il tradimento dell'amicizia (Hal tradisce Falstaff come Kane Leland), lo snaturarsi dei rapporti in quello del servo-padrone (Falstaff in ginocchio davanti a Enrico V incoronato, come Susan davanti a Kane), il rifiuto dell'immaginario come "finzione" esistenziale (Mr. Clay che distrugge le favole, Enrico V che distrugge la "buffoneria" di Falstaff).
(Orson Welles intervistato da Peter Bogdanovich)
Se Leland ha creduto in un plutocrate "diverso", idealista e rooseveltiano, Falstaff ha immaginato un re d'Inghilterra che smascheri la tradizione ipocrita dei "valori". Quando alla taverna di Madama Quickly Falstaff mette in scena l'incontro tra il re e il principe, il Teatro Rozzo, "il teatro che non è in teatro", ma "tra spettatori che bevono attorno ai tavoli d'osteria", deforma parodisticamente il Teatro Sacro: per il Falstaff di Welles la corona, oltre che cuscino da mettere in testa, come per il Falstaff di Shakespeare, è una pentola di latta di cui quella d'oro e gemme è solo un'arrogante imitazione. Durante la doppia rappresentazione (Falstaff-Enrico IV, Hal-se stesso; Hal-Enrico IV, Falstaff-Hal) Welles alterna i campi e controcampi che mantengono in quadro entrambi i personaggi come nell'estremo incontro tra il re e il principe. Ma rispetto a quella sequenza e alla sua orizzontalità significante figlio = padre, nella messinscena del "Rozzo" il punto di vista della macchina da presa sceglie l'avvicendarsi di forti angolazioni dal basso all'alto per indicare un rapporto spaziale ludicamente intercambiabile e capace di proseguire all'infinito, se non fosse arrestato in modo brusco dall'arrivo di un "odioso" sceriffo preceduto dai suoi cani.
Al di fuori del gioco ritmico dei campi e controcampi l'inquadratura di Falstaff issato su un tavolo, con la pentola in testa e sulle spalle il saio indossato per la rapina a Gadshill, trova riscontro simmetrico e di segno opposto nell'inquadratura vertiginosamente angolata dal basso di Enrico V sacralizzato dalla corona, dalla scettro e dalle elevate architetture del palazzo. Se, con Gielgud, Welles ha evitato la convenzione di raffigurare la regalità attraverso inquadrature angolari (basso/alto), con Falstaff che "fa" Enrico IV e con Hal che è Enrico V l'uso dell'angolazione dal basso verso l'alto diventa un efficace dispositivo di amplificazione del senso che asseconda nel primo caso l'effetto caricaturale e la duplicazione esorcizzante e nel secondo la monumentale lontananza di Enrico V che elimina il vecchio Falstaff non con una schietta pugnalata ma con la difesa "politica" delle virtù.
E ancora l'angolazione dal basso è utilizzata da Welles per riprendere con ironico affetto le esuberanti pulsioni alla gloria di Hotspur, eroe troppo giovane, e "sacro" per sapere, come invece ben sa Falstaff, che l'onore non restituisce la vita e che il coraggio è solo vin di Spagna. Dopo il colloquio con Enrico IV (prima sequenza del film oltre il prologo) la macchina da presa insegue con brevi carrelli laterali la legittima insofferenza di Hotspur verso il re usurpatore e poi con un'angolazione che parte dallo stesso livello del pavimento, Welles esalta la sua figura mantenendola a una distanza che ne rispetta l'interezza e la non deformabilità: se Enrico IV non vedesse come "fumo negli occhi" il principe Hal, egli saprebbe annegarlo in un bicchiere di birra.
E quando le occasioni di gloria (e di morte) vengono finalmente offerte dalla battaglia di Shrewsbury la macchina da presa segue l'entusiasmo di Hotspur che campisce nella sua maglia di ferro su uno sfondo a tutto cielo. Per contrasto la battaglia sarà un lurido scannatoio che un punto di vista sempre più interno, sempre più partecipante, sempre più "rozzo" riferisce con totale ignoranza delle sublimazioni epiche. Consumati in fretta i campi lunghi della carica di cavalleria, Welles frantuma gli scontri in piani ravvicinati con i cavalieri massacrati a colpi d'ascia dai fanti e dalle mazze di legno dei bifolchi, poi privilegia l'uso di inquadrature dal basso in modo descrittivamente "scorretto", con il primo piano dell'inquadratura tutto ingombro di elementi "inessenziali" come un cavallo morto o un soldato caduto. Ma forse è questo il punto di vista più legittimo per descrivere una battaglia: l'angolazione carica di orrore "soggettivo" di chi giace a terra accanto ai cadaveri e sta per morire. A parte i comici intermezzi di Falstaff che si nasconde tra le siepi e il duello tra Hal e Hotspur, estraniato in un romantico boschetto da incisione inglese, la battaglia di Shrewsbury si rapprende nei piani ravvicinati e in una gromma di fango e sangue che confonde i combattenti e impasta progressivamente i loro gesti nella morte.

## Riconoscimenti
- Festival di Cannes 1966
  - Premio del ventesimo anniversario e Grand Prix tecnico

## Edizioni DVD
Il 18 gennaio 2011 è stata commercializzata per la prima volta un'edizione DVD del film, distribuita dalla Cecchi Gori Group.